# 馬之驥
馬之驥（？年—1635年），字勝千，号渥印，山東青州府益都县人，明朝政治人物。

## 生平
幼年喪父，天启四年甲子成為舉人，五年（1625年）乙丑成為进士，改翰林院庶吉士，後來因為得罪魏忠贤而被免職。崇禎年間，擔任簡討、國子監司業、祭酒。崇禎八年（1635年）以積勞成疾而去世。

## 著作
著作有《四書摘義》、《素言》等。